# Маркус, Гэри
Гэри Ф. Маркус (родился 8 февраля 1970 г.) — американский учёный, писатель и предприниматель, профессор кафедры психологии Нью-Йоркского университета. Основатель и генеральный директор компании Geometric Intelligence, занимающейся машинным обучением.
Его книги включают Guitar Zero (вошла в список бестселлеров New York Times) и Kluge: The Haphazard Construction of the Human Mind (вошла в список New York Times Editor’s Choice).

## Биография
Учился в Хэмпширском колледже. Продолжил обучение в аспирантуре Массачусетского технологического института, где его наставником был психолог-экспериментатор Стивен Пинкер. Получил докторскую степень в 1993 г.
В 2014 году основал компанию по машинному обучению Geometric Intelligence. В 2016 году компанию приобрел Uber .

## Теории языка и разума
Исследования Маркуса находятся на пересечении биологии и психологии. В вопросе физиологии понимания языка Маркус занимает позицию иннатизма. Возражает против теории коннекционизма, утверждающей, что разум состоит из случайно расположенных нейронов. Маркус утверждает, что нейроны могут группироваться для выполнения отдельных задач.

## Исследования
В своей первой книге «The Algebraic Mind» Маркус полемизирует с идеей о том, что разум может состоять в значительной степени из недифференцированных нейронных сетей. Он утверждает, что понимание разума требует интеграции коннекционизма с классическими идеями манипулирования символами.
В своей второй книге «The Birth of the Mind», опубликованной в 2004 году, Маркус дает более подробное объяснение систем генетической поддержки человеческого мышления. Он объясняет, как небольшое количество генов объясняет сложный человеческий мозг и рассматривает проблемы будущего генной инженерии.
В 2005 году Маркус был редактором журнала The Norton Psychology Reader, в который вошли подборки ученых-когнитивистов по современной науке о человеческом разуме.
Книга Маркуса 2012 года, Guitar Zero, исследует процесс освоения музыкального инструмента в зрелом возрасте.